# Phrixgnathus flemingi
Phrixgnathus flemingi är en snäckart. Phrixgnathus flemingi ingår i släktet Phrixgnathus och familjen punktsnäckor.

## Underarter
Arten delas in i följande underarter:
- P. f. flemingi
- P. f. stewartensis